# Shaquille O’Neal
Shaquille Rashaun O’Neal [ʃəˈkɪl rəˈʃɔːn əʊˈniːl] (* 6. März 1972 in Newark, New Jersey), Spitzname Shaq, ist ein ehemaliger US-amerikanischer Basketballspieler, Schauspieler und Rapper. Er war von 1992 bis 2011 in der nordamerikanischen Profiliga NBA aktiv und gilt heute als einer der besten Spieler der Liga-Geschichte.
In seiner 19-jährigen Profikarriere war er unter anderem 4× NBA-Champion, 15× All-Star, einmal Most Valuable Player (MVP) und führte die Liga zweimal in Punkten an. Im Jahr 2016 wurde O’Neal in die Naismith Memorial Basketball Hall of Fame aufgenommen.

## Laufbahn

### Anfangszeit
O’Neals Stiefvater war als Sergeant der U.S. Army einige Jahre im unterfränkischen Wildflecken stationiert, wo es einen Truppenübungsplatz gibt. Deshalb wuchs O’Neal zeitweise in Deutschland auf und ging in Fulda zur Schule. Er selbst bezeichnet diese Zeit als prägend, da ihn die gefühlte Isolation dazu brachte, sich verstärkt mit Sport zu beschäftigen. 1987 zog die Familie nach San Antonio, wo O’Neal zum Starspieler der Cole Highschool avancierte. Sein Team verlor in 70 Begegnungen nur ein Spiel.
Zwei Jahre später begann er ein Studium an der Louisiana State University. Innerhalb kurzer Zeit wurde O’Neal der herausragende Spieler der College-Liga. Obwohl er mehrere Rekorde aufstellte, konnte er trotz seiner dominanten Spielweise nicht verhindern, dass sein Team im Kampf um die NCAA Division I Basketball Championship stets früh ausschied.
In seinem dritten Collegejahr als Junior beschloss er, sein Studium frühzeitig abzubrechen. Einem Versprechen gegenüber seiner Mutter folgend holte er seinen Abschluss in Wirtschaft im Jahr 2000 an der LSU nach. Er erwarb außerdem einen Master of Business Administration an der University of Phoenix im Jahr 2005 und promovierte 2012 in Erziehungswissenschaften an der Barry University.

### NBA

#### Orlando Magic (1992–1996)
Im NBA-Draft 1992 wurde O’Neal an erster Stelle ausgewählt. Er begann seine Profikarriere bei den Orlando Magic. In seiner zweiten Saison konnte er in einem Spiel zwei persönliche Rekorde verbuchen, die bis heute Bestand haben. Er holte am 20. November 1993 28 Rebounds und verzeichnete 15 Blocks in einem Spiel gegen die New Jersey Nets. Von Anfang an zählte er zu den besten Spielern der NBA und wurde folgerichtig in die Auswahl des All-Star-Games von 1993 gewählt. Eine Ehre, die ihm seitdem mit Ausnahme des Jahres 1999, in dem kein All-Star-Spiel ausgetragen wurde, bis zur NBA-Saison 2005/06 jedes Jahr wieder zuteilwurde.

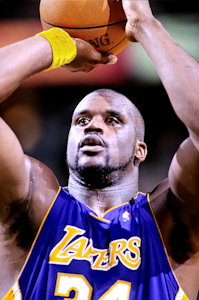
Mit den Lakers hatte „Shaq“ seine erfolgreichste Zeit in der NBA

Bereits 1995 stand er mit dem noch jungen Team der Magic im Finale der NBA, unterlag dort allerdings den erfahrenen Houston Rockets. Auf dem Weg ins Finale schlugen die Magic die Chicago Bulls um Michael Jordan, was von vielen als Machtwechsel in der NBA gedeutet wurde. Doch bereits im Jahr darauf schlug Jordan zurück, und statt den Magic zogen die Bulls in die NBA-Finals ein.

#### Los Angeles Lakers (1996–2004)
Überraschenderweise wechselte O’Neal 1996 zu den Los Angeles Lakers, vermutlich wegen interner Querelen mit Teamkollege Penny Hardaway. Zwar erreichten die Lakers jedes Jahr die Playoffs, doch endeten diese wiederholt enttäuschend für den Verein. 2000 holten die Lakers den Erfolgscoach der Bulls, Phil Jackson, und mit ihm kamen die Titel.
Zwischen 2000 und 2002 gewannen die Lakers drei Meistertitel, und O’Neal wurde dabei jeweils mit dem Titel des Finals-MVP (wertvollster Spieler der Final-Serie) ausgezeichnet. Er ist damit nach Michael Jordan erst der zweite Spieler, dem diese Leistung gelang. In der Saison 1999/2000 wurde er beinahe einstimmig zum MVP (wertvollsten Spieler) gewählt, 2000 (zusammen mit Tim Duncan), 2004 und 2009 (zusammen mit Kobe Bryant) jeweils zum besten Spieler des NBA All-Star Games. Er wurde darüber hinaus achtmal in das All-NBA-First-Team berufen, zweimal in das All-NBA-Second-Team, viermal in das All-NBA-Third-Team und dreimal in das All-NBA-Defensive-Second-Team. 1996 wurde er zu einem der 50 besten NBA-Spieler aller Zeiten gewählt.

#### Miami Heat (2004–2008)
Mit Kobe Bryant bildete O’Neal bei den Lakers lange Zeit ein als unbesiegbar geltendes Erfolgsduo, doch nach der Finalniederlage 2004 gegen die Detroit Pistons bat er den General Manager der Los Angeles Lakers um Erlaubnis, den Verein verlassen zu dürfen. Kurz darauf wurde er im Austausch für drei Spieler (Caron Butler, Lamar Odom, Brian Grant) und einen Erstrunden-Draft-Pick 2005 zu den Miami Heat transferiert.
Dort bildete er gemeinsam mit Dwyane Wade wiederum ein kongeniales Duo, mit dem er in der Saison 2005/06 seine insgesamt vierte NBA-Meisterschaft gewann. Die erste Hälfte der Saison 2007/08 verlief für die Heat äußerst enttäuschend, man war Letzter der Eastern Conference ohne Aussichten, die Playoffs zu erreichen.

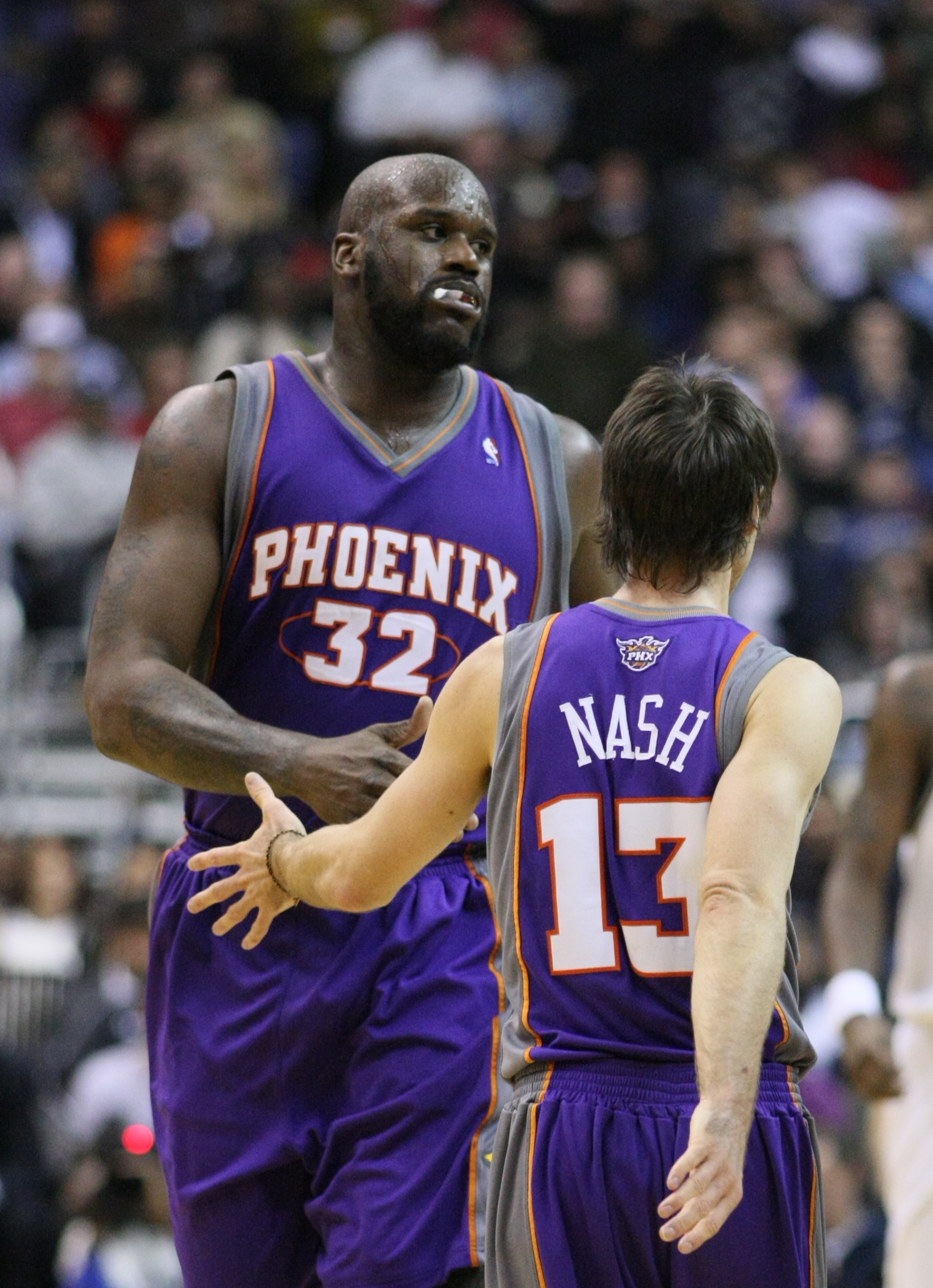
In seinen letzten NBA-Jahren war O’Neal unter anderem für die Phoenix Suns aktiv

#### Spätere Profijahre (2008–2011)
Um die Heat wieder in die Erfolgsspur zurückzuführen, wurde am 6. Februar 2008 ein Tauschgeschäft mit den Phoenix Suns vereinbart; so wurden Shawn Marion und Marcus Banks verpflichtet, im Gegenzug erhielten die Suns O’Neal, der in Phoenix besonders in der Defensive die Mannschaft verstärken sollte.
Am 25. Juni 2009 wurde O’Neal für Ben Wallace, Saša Pavlović und einen Zweitrunden-Pick im NBA-Draft 2010 zu den Cleveland Cavaliers transferiert.
O’Neal spielte in der Saison 2010/11 für die Boston Celtics. Am 1. Juni 2011 gab er über Twitter seinen Rücktritt mit einem Video bekannt, nachdem er einen Großteil der Spiele wegen Verletzungen verpasst hatte.

### Nach dem Karriereende
Im Sommer 2011 wurden im Rahmen eines Prozesses gegen mehrere Gangmitglieder Vorwürfe laut, Shaq habe drei Morde, die Verletzung eines NBA-Spielers und eine Entführung in Auftrag gegeben. Auf Grund starker Zweifel an der Glaubwürdigkeit des Hauptzeugen Robert Ross, eines ehemaligen Bekannten O’Neals, ließ das Gericht die Anschuldigungen im August fallen.
Seit Juli 2011 arbeitet O’Neal als TV-Experte für den US-amerikanischen Fernsehsender TNT und die NBA. Ebenso kommentiert er in einem Blog das aktuelle Geschehen in und um die NBA.
Im April 2013 ehrten ihn zudem die Los Angeles Lakers, indem seine Trikotnummer zurückgezogen wurde und somit nicht mehr vergeben wird. Ebenso wurde in der Halle ein großes Trikot mit seinem Namen und seiner Nummer neben den anderen zurückgezogenen Trikots platziert.
Am 10. September 2016 wurde O’Neal zusammen mit Yao Ming und Allen Iverson in die Naismith Memorial Basketball Hall of Fame aufgenommen. Wenig später am 22. Dezember 2016 haben auch die Miami Heat während der Halbzeitpause im Heimspiel gegen die L.A. Lakers seine damalige Trikotnummer 32 zurückgezogen, nachdem der Verein bereits am 26. Februar 2016 angekündigt hatte die Trikotnummer 32 in Zukunft nicht mehr zu vergeben. Damit ist er einer von nur 32 amerikanischen Athleten, deren Trikotnummer von mehreren Vereinen zurückgezogen wurde.

## Spielweise

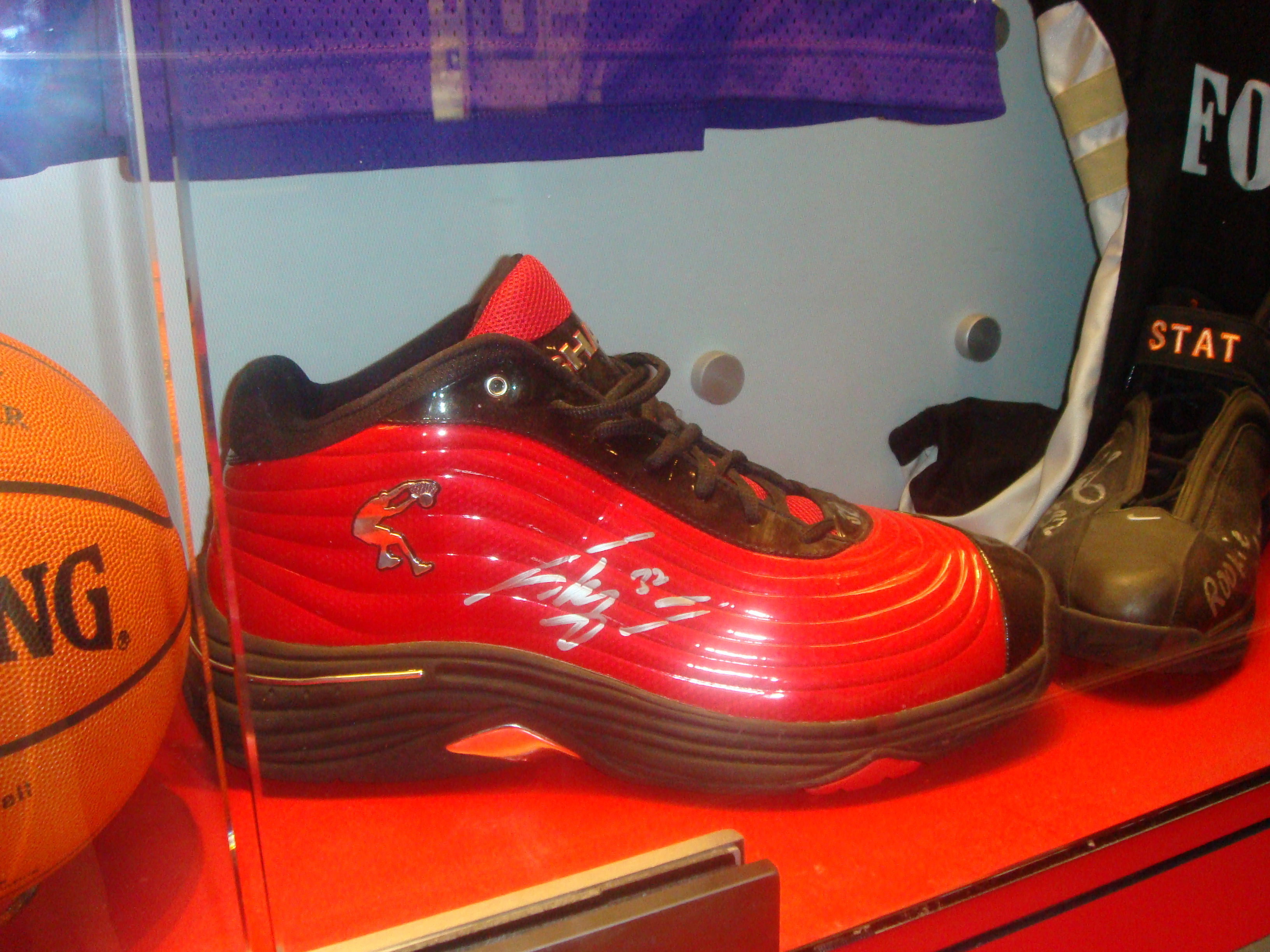
Rechter Schuh von O’Neal

Mit seiner Körpergröße von 2,16 Metern, einer Schuhgröße von 22/23 US-Größe (entspricht ungefähr einer kontinentaleuropäischen Größe 60) und einem Gewicht von etwa 150 kg zeichnet er sich durch außergewöhnliche Kraft, aber auch Beweglichkeit im Lowpost aus. Damit galt er jahrelang als bester Spieler auf der Center-Position. Bis zur Saison 2007/08 erzielte er durchschnittlich 25,2 Punkte pro Spiel und holte im Schnitt 11,5 Rebounds.
Die große Schwäche von O’Neal waren Würfe aus größerer Distanz. So hat er in 1.423 Saison- und Playoff-Spielen nur 22 Drei-Punkte-Würfe probiert, von denen er nur einen Treffer erzielte, und konnte darüber hinaus nur knapp über 50 % seiner Freiwürfe verwandeln. Um diese Freiwurfschwäche auszunutzen und O’Neal unter dem Korb zu stoppen, entwickelte Don Nelson die Hack-a-Shaq-Taktik, bei der O’Neal absichtlich und gezielt gefoult wurde. Am 25. Dezember 2008 erreichte er im Spiel gegen San Antonio mit seiner Freiwurfschwäche eine Marke, die vor ihm nur Wilt Chamberlain erreicht hatte: 5.000 verworfene Freiwürfe. In seiner gesamten Karriere kam er in der regulären Saison auf 5.317 Fehlwürfe von der Freiwurflinie, Altmeister Wilt Chamberlain hatte 5.805 Fehlwürfe.

## Aktivität abseits des Spielfeldes

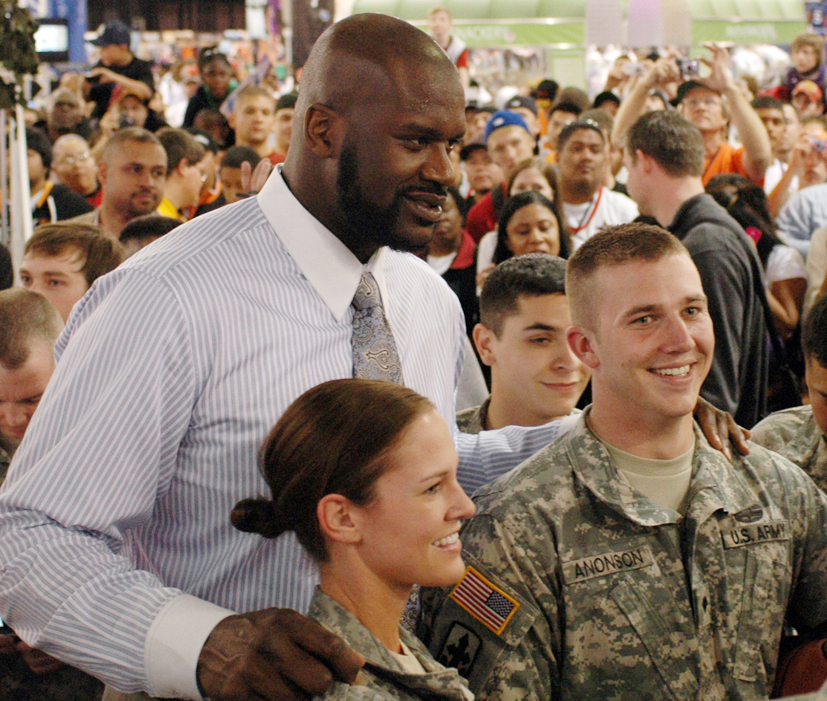
O’Neal während des NBA All-Star-Weekends in Phoenix (2009)

O’Neal war auch als Rapper tätig und ging mit Westside Connection, RZA und Method Man sowie den Fu-Schnickens ins Studio. In der Zusammenarbeit mit DJ Tomekk entstand der Track How You Like That (Ja, Ja, Ja), doch sein größter Erfolg war sein erstes Album Shaq Diesel. Die Platte verkaufte sich allein in den Vereinigten Staaten über eine Million Mal. Insgesamt kam er auf vier Alben, auf denen sich Künstler wie Rakim, Jay-Z, The Notorious B.I.G. (mit ihm hat er sein zweites Album produziert und auch seine erfolgreichste Single veröffentlicht, You Can’t Stop the Reign) verewigt haben. Zusätzlich versuchte sich O’Neal als Schauspieler. 1996 spielte er in dem wenig erfolgreichen Film Kazaam die Rolle eines rappenden Flaschengeistes, der einem kleinen Jungen Wünsche erfüllt. Außerdem hatte O’Neal am 27. Juli 2009 einen Gastauftritt bei der World Wrestling Entertainment.
O‘Neil schreibt sich selber keiner Religion zu. Seit 2011 ist er ein Mitglied im Bund der Freimaurer, seine Loge, Widow’s Son Lodge No. 28, ist in Boston ansässig.
Für den Soundtrack seines Films Steel Man nahm er 1997 die Single Men of Steel auf, an der sich die HipHop-Legenden KRS-One, Ice Cube und B-Real von Cypress Hill beteiligten.
Seit 2011 ist Shaqtin a Fool fester Bestandteil der TNT-Sendung Inside the NBA. In diesem von O’Neal vorbereiteten Segment werden wöchentlich besonders peinliche Situationen aus dem NBA-Alltag präsentiert. Weitere regelmäßige Teilnehmer der Sendung sind Charles Barkley, Kenny Smith und Ernie Johnson.
Am 3. April 2016 nahm er an der André the Giant Memorial Battle Royal bei Wrestlemania 32 teil. Dort durfte er den Wrestler Damien Sandow eliminieren, wurde aber später selbst durch die anderen im Ring befindlichen Wrestler eliminiert.

### Diskografie

#### Studioalben
| Jahr | Titel                    | Höchstplatzierung, Gesamtwochen, AuszeichnungChartsChartplatzierungen (Jahr, Titel, Platzierungen, Wochen, Auszeichnungen, Anmerkungen) | Anmerkungen                              |
| Jahr | Titel                    | US | Anmerkungen                              |
| ---- | ------------------------ | --- | ---------------------------------------- |
| 1993 | Shaq Diesel              | US25 Platin · (30 Wo.)US | Erstveröffentlichung: 26. Oktober 1993   |
| 1994 | Shaq Fu: Da Return       | US67 Gold · (10 Wo.)US | Erstveröffentlichung: 8. November 1994   |
| 1996 | You Can’t Stop the Reign | US82 (6 Wo.)US | Erstveröffentlichung: 19. November 1996  |
| 1998 | Respect                  | US58 (5 Wo.)US | Erstveröffentlichung: 15. September 1998 |

#### Kompilationen
- 1996: The Best of
- 2006: Shoot Pass Slam!

#### Singles
| Jahr | Titel Album                                                  | Höchstplatzierung, Gesamtwochen, AuszeichnungChartplatzierungen (Jahr, Titel, Album, Platzierungen, Wochen, Auszeichnungen, Anmerkungen) | Höchstplatzierung, Gesamtwochen, AuszeichnungChartplatzierungen (Jahr, Titel, Album, Platzierungen, Wochen, Auszeichnungen, Anmerkungen) | Höchstplatzierung, Gesamtwochen, AuszeichnungChartplatzierungen (Jahr, Titel, Album, Platzierungen, Wochen, Auszeichnungen, Anmerkungen) | Anmerkungen                                                                    |
| Jahr | Titel Album                                                  | DE | UK | US | Anmerkungen                                                                    |
| ---- | ------------------------------------------------------------ | --- | --- | --- | ------------------------------------------------------------------------------ |
| 1993 | What’s Up Doc? (Can We Rock) Shaq Diesel / Nervous Breakdown | — | — | US39 Gold · (17 Wo.)US | Erstveröffentlichung: 8. Juni 1993 mit Fu-Schnickens                           |
| 1993 | (I Know I Got) Skillz Shaq Diesel                            | — | — | US35 Gold · (20 Wo.)US | Erstveröffentlichung: 7. September 1993                                        |
| 1993 | I’m Outstanding Shaq Diesel                                  | — | UK70 (2 Wo.)UK | US47 (11 Wo.)US | Erstveröffentlichung: 10. November 1993                                        |
| 1994 | Biological Didn’t Bother Shaq Fu: Da Return                  | — | — | US78 (11 Wo.)US | Erstveröffentlichung: 17. Oktober 1994                                         |
| 1996 | You Can’t Stop the Reign                                     | — | UK40 (2 Wo.)UK | — | Erstveröffentlichung: 20. Oktober 1996 feat. The Notorious B.I.G.              |
| 1997 | Men of Steel Steel Man (O.S.T.)                              | — | — | US82 (7 Wo.)US | Erstveröffentlichung: 29. Juli 1997 mit Ice Cube, B-Real, KRS-One & Peter Gunz |
| 1998 | The Way It’s Goin’ Down Respect                              | — | UK62 (2 Wo.)UK | — | Erstveröffentlichung: 3. Juli 1998 feat. Peter Gunz                            |
| 2001 | That’s How I Beat Shaq Aaron’s Party (Come Get It)           | — | — | US96 (2 Wo.)US | Erstveröffentlichung: 6. Februar 2001 mit Aaron Carter                         |
| 2001 | How You Like That Beat of Life Vol.1                         | DE68 (5 Wo.)DE | — | — | Erstveröffentlichung: 5. November 2001 mit DJ Tomekk                           |

Weitere Singles
- 1994: Shoot Pass Slam
- 1995: No Hook (feat. Method Man & RZA)
- 1997: Strait Playin (feat. Peter Gunz)
- 2001: Connected (feat. Nate Dogg & WC)
- 2001: In the Sun (feat. Common, Black Thought & Joi)
- 2001: Do It Faster
- 2002: How you like that (Ja, ja, ja) (feat. DJ Tomekk)

### Filmografie (Auswahl)
- 1994: Blue Chips
- 1996: Kazaam – Der Geist aus der Flasche (Kazaam)
- 1996: T2 3-D: Battle Across Time (Kurzfilm)
- 1997: Steel Man (STEEL)
- 2001: Lass es, Larry! (Curb Your Enthusiasm, Fernsehserie, 1 Folge)
- 2001: The Wash
- 2001: What’s Up, Dad? (My Wife and Kids, Fernsehserie, 2 Folgen)
- 2004: After the Sunset
- 2006: Scary Movie 4
- 2008: House Bunny (The House Bunny)
- 2010: When in Rome – Fünf Männer sind vier zu viel (When in Rome)
- 2011: Jack und Jill (Jack and Jill)
- 2013: Kindsköpfe 2 (Grown Ups 2)
- 2014: Urlaubsreif (Blended)
- 2015: Comedy Central Roast (Justin Bieber)
- 2015: Fresh Off the Boat (Fresh Off the Boat, Fernsehserie, S2E3: „Hochzeitstag im Autohaus“ (Shaquille O’Neal Motors), S2E20: „Die Namens-Lotterie“ (Hi, My Name Is…))
- 2018: Uncle Drew
- 2018: Show Dogs – Agenten auf vier Pfoten (Show Dogs) (Stimme)
- 2019: Was Männer wollen (What Men Want)
- 2020: Hubie Halloween

## Auszeichnungen und Rekorde
Ein Gesamtüberblick über die NBA-Karriere-Statistiken von Shaquille O’Neal:

### Auszeichnungen und Erfolge
- NBA Most Valuable Player (MVP): 2000[26]
- NBA-Meisterschaft (4): 2000, 2001, 2002, 2006
- NBA Finals MVP (3): 2000, 2001, 2002
- NBA All-Star (15): 1993–2007, 2009 (Ausnahme 1999; durch den ligaweiten Lockout fand kein All-Star Game statt)
- NBA All-Star Game MVP (3): 2000, 2004, 2009
- All-NBA First Team (8): 1998, 2000–2006
  - All-NBA Second Team (2): 1995, 1999
    - All-NBA Third Team (4): 1994, 1996, 1997, 2009
- NBA All-Defensive Second Team (3): 2000, 2001, 2003
- NBA Rookie of the Year: 1993
  - NBA All-Rookie First Team: 1993
- NBA Scoring Champion (2): 1995 (29.3), 2000 (29.7)
- Aufnahme in die Liste der 50 Greatest Players in NBA History
- 2016: Aufnahme in die Naismith Memorial Basketball Hall of Fame[27]
- 2017: Aufnahme in die FIBA Hall of Fame[28]
- Trikotnummer 34 wird von den Los Angeles Lakers nicht mehr vergeben
- Trikotnummer 32 wird von den Miami Heat nicht mehr vergeben[29]
- Trikotnummer 32 wird von den Orlando Magic nicht mehr vergeben[30]

### Persönliche NBA-Rekorde
- Meiste Punkte in einem Spiel: 61 gegen die Los Angeles Clippers am 6. März 2000
- Meiste Rebounds in einem Spiel: 28 gegen die New Jersey Nets am 20. November 1993
- Meiste Blocks in einem Spiel: 15 gegen die New Jersey Nets am 20. November 1993
- Meiste Assists in einem Spiel: 10 gegen die Toronto Raptors am 11. April 2006
- Mit 28.596 Punkten liegt O’Neal auf Platz 9 der Liste der besten NBA-Punktesammler